# ブルグラヴィヤート
ブルグラヴィヤート（イタリア語: Burgraviato [burɡraˈvjaːto], ドイツ語: Burggrafenamt）はイタリアのトレンティーノ＝アルト・アディジェ州ボルツァーノ自治県南チロル地方西部にある地区（イタリア語: comprensorio）。メラーノを中心に複数の自治体がまとまり、一帯はナトゥルノとボルツァーノの間のアディジェ川沿いの渓谷部で、パッシーリア谷（ドイツ語）からウルティモ谷にわたる範囲を占める。

## 概要
歴史上、もともとヴァル・ヴェノスタ（伊: Val Venosta [ˈval veˈnɔsta]、独: Vinschgau）の西部に属し、「城伯の支城」を意味する地区名は、かつてチロル城が伯領であったことに由来する。旧チロル郡（英語）の中核であった中世の都市メラーノは、現在も域内の拠点である。
2001年時点の国勢調査によると、住民の母語はドイツ語（78.66％）、イタリア語（21.06％）、ラディン語（0.28％）であった。

## 域内の自治体

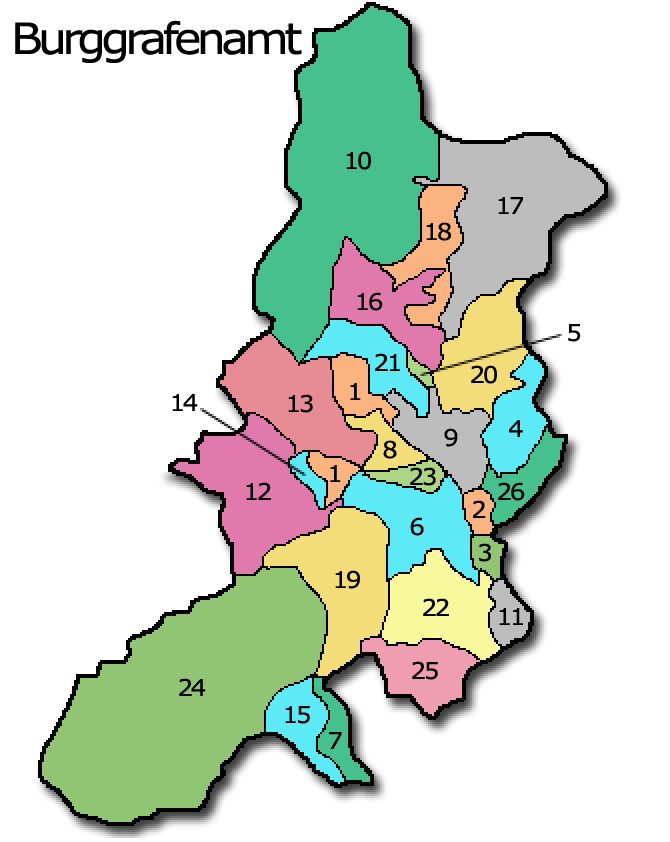
ブルグラヴィヤート地区の基礎自治体

ブルグラヴィヤートは次の基礎自治体で構成される。一覧の番号は別図と同じ。
1. ラグンド
2. ポスタル (イタリア)
3. ガルガッツォーネ
4. アヴェレンゴ
5. カイネス
6. ラーナ
7. ラウレーニョ
8. マルレンゴ
9. メラーノ（域内の拠点都市[5]）
10. モーゾ・イン・パッシーリア
11. ナッレス
12. ナトゥルノ
13. パルチーネス
14. プラウス
15. プロヴェス
16. リフィアーノ
17. サン・レオナルド・イン・パッシーリア
18. サン・マルティーノ・イン・パッシーリア
19. サン・パンクラーツィオ
20. シェーナ (イタリア)
21. チロル
22. テージモ
23. チェルメス
24. ウルティモ
25. セナーレ＝サン・フェリーチェ
26. ヴェラーノ